# Walter Farber
Walter Farber (* 1947) ist ein deutscher Altorientalist.

## Leben
Er studierte von 1966 bis 1968 an der Universität Tübingen (Altorientalistik, Archäologie, Ägyptologie), von 1968 bis 1969 an der Universität München (Assyriologie, Hethitologie) und von 1969 bis 1973 in Tübingen (Altorientalistik, Ägyptologie, Sprachwissenschaft). Nach der Promotion 1973 zum Dr. phil. in Assyriologie in Tübingen und Habilitation 1979 mit der venia legendi in Assyriologie in München lehrte er von 1980 bis 2013 als Professor of Assyriology an der University of Chicago und ist seither emeritiert.
Seine Forschungsschwerpunkte sind akkadische Sprache, akkadische Literatur, mesopotamische Religion und Magie und Medizin.

## Schriften (Auswahl)
- Beschwörungsrituale an Ištar und Dumuzi. Atti Ištar ša ḫarmaša Dumuzi. Wiesbaden 1977, ISBN 3-515-02604-5.
- Religiöse Texte. Rituale und Beschwörungen I. Gütersloh 1987, ISBN 3-579-00067-5.
- Schlaf, Kindchen, schlaf! Mesopotamische Baby-Beschwörungen und -Rituale. Winona Lake 1989, ISBN 0-931464-44-7.
- Lamaštu. An edition of the canonical series of Lamas̆tu incantations and rituals and related texts from the second and first millennia B. C. Winona Lake 2014, ISBN 1-57506-258-5.